# それいけ!アンパンマン 人魚姫のなみだ
『それいけ!アンパンマン 人魚姫のなみだ』（それいけアンパンマン にんぎょひめのなみだ）は2000年7月29日公開の映画『それいけ!アンパンマン』シリーズ通算第12作。同時上映作品は『それいけ!アンパンマン やきそばパンマンとブラックサボテンマン』。
全日本私立幼稚園連合会、社会福祉法人日本保育協会推薦作品。キャッチコピーは「元気を出して! 僕たちはいつもそばにいるよ!」。

## 概要
劇場版第12作目となる本作は、しょくぱんまんが主役として活躍する作品である。
本作では、しょくぱんまんとサニー姫の交流にスポットが当てられており、その中でサニー姫の心の成長も描かれていく。物語のラストは、しょくぱんまんとサニー姫が別れの涙を流しながら一緒に歌う、美しい場面で締められる。
本作で登場するサニー姫は、うずまき城に住む住人という設定はそのままであるが、「陸の世界に憧れている」と新たに設定されているため、テレビスペシャル『みなみの海をすくえ!』とは異なっている。

## あらすじ
陸の世界にあこがれる、うずまき城に住むサニー姫。彼女の仕事は、「ぐるぐる棒」でうずまき城にある「ぐるぐる水車」を回して、海を綺麗にすることだった。そんなある夜、サニー姫は海魔女のおばばから着けている間人間の姿になれるという紅色ヒトデの髪飾りの話を聞く。陸の世界にどうしても行きたくなったサニー姫は紅色ヒトデの髪飾りをこっそり持ち出し、荒れ果てた海の中を泳ぎ続ける。
気が付くとサニー姫は人間の姿となっており、泥だらけで陸に打ち上げられ、気絶している所をしょくぱんまんに助けられる。そうしてそのままアンパンマンたちと打ち解け合い、自分が人魚である事を内緒にしたまま、一緒に楽しいひと時を過ごしていく。
しかし、紅色ヒトデの髪飾りには恐ろしい呪いがかかっていた。紅色ヒトデの髪飾りを長い間使い続けると、海の怪獣「ゴロンゴラ」が目覚め、海の世界を荒らし回ってしまうのだ。そしてついにゴロンゴラは眠りから目覚め、大暴れを始める。さらに、サニー姫と髪飾りについての秘密を知ったばいきんまんも現れ、海の世界はどんどん汚れていってしまう。果たしてアンパンマンたちは、海の世界を救うことができるのだろうか。

## 登場キャラクター（キャスト）
詳細はアンパンマンの登場人物一覧を参照。

### レギュラーキャラクター
アンパンマン
声 - 戸田恵子
ゴロンゴラの渦潮でヒトデになってしまい、「ヒトデになって力が出ない」と言った。
ばいきんまん
声 - 中尾隆聖
うずまき城を乗っ取って海を汚そうとゴロンゴラと手を組むも、裏切られヒトデにされてしまう。
ジャムおじさん
声 - 増岡弘
バタコさん
声 - 佐久間レイ
めいけんチーズ
声 - 山寺宏一
しょくぱんまん
声 - 島本須美
本作では彼が主役として活躍する（ただし、強制変身はされる）。嵐で打ち上げられ、泥沼にはまっていたサニー姫を助ける。以降、サニー姫と踊ったり、彼女を助けるために悪戦苦闘するなど、他の作品では見られない活躍もする。本作ではヒトデにされてしまう。
ドキンちゃん
声 - 鶴ひろみ
本作ではしょくぱんまんと一緒にいるサニー姫に嫉妬している。ゴロンゴラに怒るがヒトデにされてしまう。
ホラーマン
声 - 肝付兼太
カレーパンマン
声 - 柳沢三千代
冒頭でサニー姫の歌声を「風の音」と聞き違えた。ゴロンゴラにヒトデにされてしまう。
メロンパンナ
声 - かないみか
クリームパンダ
声 - 長沢美樹
劇場版本編へは本作が初登場。本作以降で登場しない作品は『ロールとローラ うきぐも城のひみつ』のみ。めいけんチーズと協力してかびるんるんからグルグル棒を取り返すがヒトデにされてしまう。
ミミ先生
声 - 滝沢ロコ
カバオくん
声 - 山寺宏一
ピョン吉
声 - 原えりこ
ウサ子
声 - 中村ひろみ
ちびぞう
声 - 坂本千夏
ウサお
クマ太
ネコ美
声 - 中村ひろみ
ブタお
モン吉
キーコ
コン太
かびるんるん
声 - 柳沢三千代

### ゲストキャラクター
サニー姫
声 - 南果歩
うずまき城に住んでいる人魚の姫。美しい海を守っている。陸の世界に憧れており、海魔女から聞かされた紅色ヒトデの髪飾りで人間の姿になる。直後に嵐で打ち上げられ、泥沼に埋まっていたところをしょくぱんまんに助けられ、パン工場の仲間と仲良くなる。なお、地上では、人魚であることを隠すために記憶喪失を装っていた。元が人魚であるため上手く歩けなかったが、しょくぱんまんの協力で克服した。その後、ゴロンゴラの暴走によって自身の過ちに気づき、海魔女から「髪飾りでゴロンゴラを倒す代わりに二度と人間に戻れない」という代償を聞かされ、人魚として生きる道を決心しゴロンゴラを破る。ラストでしょくぱんまんと一緒に歌う。
この映画より前に、『みなみの海をすくえ!』で同名のキャラクターが出ているが、容姿が異なる他、「陸の世界に憧れている」という設定が新たに追加されているため別人である。
うずまきまん
声 - 山寺宏一
サニー姫の家来で、巻貝の老人。持っているグルグル棒を回して、海の汚れを吸い取るのが仕事。
「みなみの海をすくえ!」の同名キャラクターと設定は概ね同じ。しかし、容姿がやや異なっており本作では下半身が魚となっている。また上陸したことやアンパンマンとの関わりもなかった設定になっている。ゴロンゴラによってヒトデに変えられてしまう。
ヌラ
声 - 玄田哲章
サニー姫の家来の巨大な海獣。海を汚れから守っている巨大な海の主。唯一『みなみの海をすくえ!』とキャストが同じである。ゴロンゴラによってヒトデに変えられてしまう。
海魔女のおばば
声 - 山本圭子
人魚の魔法使いのおばあさん。若い頃はサニー姫に似ていたという。紅色ヒトデの髪飾りを所持しているが、サニー姫に持ち出されてしまう。
「みなみの海をすくえ!」には設定されていない本作オリジナルのキャラクター。
ゴロンゴラ
4足歩行の巨大な岩の怪獣。第5作『恐竜ノッシーの大冒険』以来7年ぶりの登場だが、別個体で無関係であり、こちらは海底に封印されていたもので、ばいきんまんの命令も聞かなかった。ただし、アンパンマンやばいきんまんたちはゴロンゴラの存在を覚えていた。
ゴロンゴラの呪いがかかった紅色ヒトデの髪飾りをサニー姫が持ち出したため、封印が解けて復活する。口から吐き出す渦潮で敵をヒトデに変化させるほか、前回と同様に再生能力を持っている。アンパンマンたちを苦戦させるが、うずまき城を破壊し、サニー姫としょくぱんまんを飲み込んだことに怒ったアンパンマンの「スクリューアンパンチ」で粉砕される。なおも再生しようとしたが、同時に飲み込んだ紅色ヒトデの髪飾りの力で完全に消滅した。同時に髪飾りも消滅したため、サニー姫は二度と人間の姿には変身できなくなった。
オジャマンボ
声 - 中山秀征
コジャマンボ
声 - 藤井恒久（日本テレビアナウンサー）
大小2人のマンボウコンビ。2人で漫才のような喋り方をする。
ジェニック・フィッシーズ
声 - 日テレジェニック2000
熱帯魚の4人娘。陸の世界に憧れるサニー姫を不思議に思っている。若干口が悪いため、マンボウたちに「失礼だ」と怒られた。

### その他の登場キャラクター
SLマン
シャボンダマン
声 - 中村ひろみ
泥だらけになったサニー姫をきれいにする。
くじらのクータン
声 - 山本圭子
パトロール中のアンパンマンに、うずまき城の異変を知らせる。
イルカのベソ
マイマイの親子
チビマリン

## 用語
うずまき城
遠い海の底にある、サンゴと貝殻で出来た城。サニー姫とその家来であるうずまきまん、ヌラが住んでいる。その頂にはぐるぐる水車が設置されている。
湖
海とトンネルで繋がっている綺麗な湖。昔、恐ろしい石の怪獣ゴロンゴラが大暴れしてできた穴に水が溜まってできたという伝説がある。

### 乗り物と道具
アンパンマン号
サブマリンアンパンマン号
ドキンUFO
ぐるぐる棒
ぐるぐる水車を稼働させる、巻貝の形をした魔法の棒。ぐるぐる水車の直下にてくるくる回して水流を起こして、ぐるぐる水車を動かす。
ぐるぐる水車
うずまき棒により稼働する水車。さまざまな歯車がかみ合ってできており、海の汚れを取り除く力がある。反対方向に回すと逆に海が汚れてしまう。
紅色ヒトデの髪飾り
海魔女のおばばが所持している紅色のヒトデ型の髪飾り。これを付けた人魚は人間になることができるが、魔力の心得のない者が使うとゴロンゴラが復活してしまう。また、復活したゴロンゴラを倒すために必要となる道具でもある。

#### バイキンメカ
バイキンUFO
スーパーモグリン潜水型
バイキンUFOからの変形メカ。劇中では「サブマリンUFO」と呼ばれている。マジックハンドや、かびるんるんが乗る潜航艇を装備している。うずまき城を襲うが、ゴロンゴラにヒトデに変えられてしまい、尻尾で吹き飛ばされた。

## スタッフ
- 原作 - やなせたかし「にんぎょひめのなみだ」（フレーベル館刊）
- 製作 - 加藤俊三
- 企画 - 戸谷仁
- プロデューサー - 山﨑喜一朗、山下洋、柳内一彦
- 脚本 - 金春智子
- 音楽 - いずみたく、近藤浩章
- キャラクターデザイン、作画監督 - 前田実
- 美術 - 横山幸博、池上みどり
- 撮影 - 金井弘
- 音響監督 - 山田悦司[2]、山田智明
- 音楽監督 - 鈴木清司
- 音響効果 - 糸川幸良
- 編集 - 鶴渕和子
- 助監督 - 日巻裕二
- 監督 - 永丘昭典
- 原画 - 菖蒲隆彦、大道博政、星名靖男、南雲公明、工藤正明、辻佳治、佐久間信計、佐久間茂子、東出太、松本昌代、大久保修、笠原彰、伊東誠、高田晴仁、テレコム・アニメーションフィルム、道旗義宣、宮本佐和子、志村恵美子、馬場健、蘇武裕子、中路景子、毛利志乃、上田峰子
- 絵コンテ - 永岡昭典、難波日登志、日巻裕二
- アニメーション制作 - 東京ムービー
- 配給 - 東京テアトル、メディアボックス
- 製作 - アンパンマン製作委員会（日本テレビ、バップ、トムス・エンタテインメント、フレーベル館、やなせスタジオ）

## 楽曲
オープニング『アンパンマンのマーチ』
エンディング『勇気りんりん』
作詞：やなせたかし、作曲：三木たかし、編曲：大谷和夫、歌：ドリーミング
テーマ曲『夕日にむかって』
作詞：やなせたかし、作曲：いずみたく、編曲：熊谷憲康、歌：南果歩、島本須美
歌詞と曲調、歌手は本作と違うが、テレビシリーズのエピソード「アンパンマンとゴミラ」でもこの曲が挿入歌として使用されている。元々はいずみが作曲した童謡の一つ。
冒頭でサニー姫が単独で1番を歌い、ラストシーンでサニー姫としょくぱんまんがデュエットで1番と3番を歌っている。

## それいけ!アンパンマン やきそばパンマンとブラックサボテンマン
『それいけ!アンパンマン 人魚姫のなみだ』の同時上映作品。

### 概要
本作以降の同時上映作品は全て20分程度の中編エピソード1本構成で統一される。
アンパンマンたちが「アンパンマン騎兵隊」という組織を組んでいる設定であり、『カレーパンマンとSLマン』と同じくパラレルワールドでの西部劇となっている。

### あらすじ
街の人々へ食料を運ぶSLマンとそれをガードする「アンパンマン騎兵隊」のメロンパンナとやきそばかすちゃん。そこへ食料を奪いにばいきんまんとドキンちゃん率いる強盗団が現れる。
そのピンチに駆け付けたやきそばパンマンによって強盗団は追い払われたが、それでも諦めないばいきんまんは近くのオアシスに住むサボテンマンをブラックサボテンマンにして、オアシスを訪れたSLマンたちを襲わせる。果たして食料は無事に届くのか、そしてサボテンマンは元に戻るのだろうか？

### 登場キャラクター（キャスト）

#### レギュラーキャラクター
アンパンマン
声 - 戸田恵子
本作では出番が非常に少なく抑えられているが、中盤ではロールパンナがメロンパンナたちの所へ行くところを目撃する。
ばいきんまん
声 - 中尾隆聖
ドキンちゃん共々SLマンの運ぶ食料の奪取を目論み、その一環でサボテンマンをブラック化させる。
本作ではSLマンに「西部を荒らしまわっている強盗団」だと言及されている。終盤でドキンちゃんに見捨てられ、やきそばパンマンの「ヘラヘラチョップ」に敗れる。
メロンパンナ
声 - かないみか
この作品の主人公格となっている。やきそばかすちゃんと共に、食料を運ぶSLマンをガードする任務を遂行する。
やきそばパンマン
声 - 小杉十郎太
メロンパンナたちが襲われた所を助けに登場する。
ホワイトソース
本作では銃を使用し、ばいきんまんたちと銃撃戦を繰り広げる場面がある。
やきそばかすちゃん
声 - 岩男潤子
この作品のもう一人の主人公格。劇場版への登場は初となる。
メロンパンナ共々SLマンのガードする任務を請け負い、銃も使用する。
ロールパンナ
声 - 冨永みーな
同時上映への登場は『ばいきんまんと3ばいパンチ』以来4年ぶりとなる。
ブラックサボテンマンと対峙した際に悪い心が疼き、彼の正体を見抜くことになった。
ジャムおじさん
声 - 増岡弘
バタコさん
声 - 佐久間レイ
めいけんチーズ
声 - 山寺宏一
ジャムおじさん以下はアンパンマンと同じく出番は非常に少ない。
ドキンちゃん
声 - 鶴ひろみ
メロンパンナたちに対峙した際「ばいきんまん!」としか呼ばれず自分が付け加えることが2回あったが、終盤の3回目では自分の名前を付け足そうしたら「とドキンちゃん」とようやく呼ばれることになった。その後、「アンパンマン騎兵隊」が現れたことにより、ばいきんまんを見捨てて逃げ出した。
SLマン
声 - 西村朋紘
食料を運ぶ任務を遂行中にばいきんまんに襲われる。途中でエンジンの水を流された挙句、SOS信号も阻止されるも、EDで修理された。
サボテンマン / ブラックサボテンマン
声 - 内田直哉
ばいきんまんの作戦でブラックちくりんに刺されてしまい、ブラックサボテンマンになってしまった。
ロールパンナと対峙した際、彼女と自身を重ね合わせて攻撃することをためらい、最終的にメロンパンナのメロンジュースで元に戻った。
かびるんるん
強盗団として登場。
ブラックちくりん

### アンパンマン騎兵隊
しょくぱんまん
カレーパンマン
本作では隊員の一員として登場。
クリームパンダ
どんぶりまんトリオ
てんどんまん
カツドンマン
かまめしどん
おむすびまん
こむすびまん
かつぶしまん
ハンバーガーキッド
本作のみ「ピクルス」ではない馬に乗っている
あかちゃんまん
だいこんやくしゃ
鉄火のマキちゃん

### スタッフ
- 原作 - やなせたかし
- 製作 - 加藤俊三、伊藤梅男
- プロデューサー - 岡本東郎、山下洋、柳内一彦
- 脚本 - 菅良幸
- 音楽 - いずみたく、近藤浩章
- 作画監督 - 伊東誠
- 美術 - 横山幸博、池上みどり
- 撮影 - 白尾仁志
- 音響監督 - 山田悦司[2]、山田智明
- 音楽監督 - 鈴木清司
- 音響効果 - 糸川幸良
- 編集 - 鶴渕允寿
- 助監督・絵コンテ - 大原実
- 監督 - 大賀俊二
- 原画 - 伊東誠、星野絵美
- アニメーション制作 - 東京ムービー
- 制作協力 - スタジオキャブ
- 協力 - 読売新聞社
- 製作 - バップ

### 楽曲
オープニング『走れ! SLマン』
作詞：やなせたかし、作曲：丸山武彦、編曲：近藤浩章、歌：ドリーミング
オープニングでタイトルが表示されるが、本作は通常の劇場版作品とは異なり、作品名のタイトルコールが無い。
エンディング『やきそばパンマン流れ旅』
作詞：やなせたかし、作曲・編曲：近藤浩章、歌：小杉十郎太
挿入歌『いくぞ!ばいきんまん（メロディー入りカラオケ）』
作詞：やなせたかし、作曲：いずみたく、編曲：近藤浩章